# Cardiovascular Drug Reviews
Cardiovascular Drug Reviews was een internationaal peer-reviewed wetenschappelijk tijdschrift op het gebied van de cardiologie en farmacologie. Het werd in 2008 voortgezet onder de naam Cardiovascular Therapeutics.
De naam wordt in literatuurverwijzingen meestal afgekort tot Cardiovasc. Drug Rev.